# Shakhzod Ubaydullaev
Shakhzod Ubaydullaev (Kosonsoy, 2 de marzo de 1998) es un futbolista uzbeko que juega en la demarcación de delantero para el FC Shakhtyor Soligorsk de la Liga Premier de Bielorrusia.

## Selección nacional
Tras jugar en varias categorías inferiores de la selección, finalmente hizo su debut con la selección de fútbol de Uzbekistán en un partido amistoso contra Tayikistán que finalizó con un resultado de 2-1 tras los goles de Murod Kholmukhamedov y del propio Ubaydullaev para Uzbekistán, y de Zoir Dzhuraboyev para Tayikistán.

### Goles internacionales
| # | Fecha                   | Estadio                                | Oponente   | Gol | Resultado | Competición |
| - | ----------------------- | -------------------------------------- | ---------- | --- | --------- | ----------- |
| 1 | 3 de septiembre de 2020 | Estadio Lokomotiv, Taskent, Uzbekistán | Tayikistán | 1–0 | 2-1       | Amistoso    |

## Clubes
| Club                            | País        | Año       | Partidos | Goles |
| ------------------------------- | ----------- | --------- | -------- | ----- |
| FK Mash'al Mubarek              | Uzbekistán  | 2018      | 3        | 0     |
| FK Andijon                      | Uzbekistán  | 2018-2019 | 25       | 9     |
| PFK Metallurg Bekabad           | Uzbekistán  | 2020      | 28       | 9     |
| FC Shakhtyor Soligorsk          | Bielorrusia | 2021      | 5        | 1     |
| FC Energetik-BGU Minsk (cedido) | Bielorrusia | 2021      | 12       | 3     |
| FC Neftchi Fergana (cedido)     | Uzbekistán  | 2022      | 24       | 5     |
| FC Shakhtyor Soligorsk          | Bielorrusia | 2023-     | 4        | 0     |